# Lista de transformadas de Laplace
A tabela a seguir provê as transformadas de Laplace para as funções mais comuns de uma variável. Para definições e exemplos, veja a nota explanatória no fim da tabela.
A transformada de Laplace é definida como:
{\displaystyle F(s)={\mathcal {L}}\{f(s)\}=\int _{0}^{\infty }e^{-st}f(t)\,dt.}
Porque a transformada de Laplace é um operador linear:
- A transformada de Laplace de uma soma é a soma das transformadas de Laplace de cada termo.

{\displaystyle {\mathcal {L}}\left\{f(t)+g(t)\right\}={\mathcal {L}}\left\{f(t)\right\}+{\mathcal {L}}\left\{g(t)\right\}}
- A transformada de Laplace de um múltiplo de uma função é o múltiplo vezes a transformada de Laplace da função.

{\displaystyle {\mathcal {L}}\left\{af(t)\right\}=a{\mathcal {L}}\left\{f(t)\right\}}
Usando a propriedade da linearidade e as relações/identidades trigonométricas, hiperbólicas e complexas, algumas transformadas de Laplace podem ser obtidas de outras mais rápida do que diretamente pela definição.
A unilateralidade da transformada de Laplace toma como entrada uma função cujo domínio são os reais não negativos, este é o motivo de todas as funções no domínio de tempo na tabela abaixo serem múltiplas da Função de Heaviside, u(t).  As entradas desta tabela que envolvem um tempo de atraso {\displaystyle \tau } são obrigadas a serem causais (para {\displaystyle \tau } > 0).  Um sistema causal é um sistema em que a resposta ao impulso h(t) é zero para todo tempo t prévio a t = 0. Em geral, a região de convergência para um sistema causal não é o mesmo para um sistema anti-causal.
| Função | Domínio de tempo {\displaystyle f(t)={\mathcal {L}}^{-1}\left\{F(s)\right\}} | Laplace s-domínio {\displaystyle F(s)={\mathcal {L}}\left\{f(t)\right\}} | Região de Convergência    | Referência                                                                           |
| --- | --- | --- | ------------------------- | ------------------------------------------------------------------------------------ |
| impulso unitário | {\displaystyle \delta (t)\ } | {\displaystyle 1} | todo s                    | inspeção                                                                             |
| impulso atrasado | {\displaystyle \delta (t-\tau )\ } | {\displaystyle e^{-\tau s}\ } |                           | mudança de tempo do impulso unitário                                                 |
| Degrau Unitário | {\displaystyle u(t)\ } | {\displaystyle {1 \over s}} | Re(s) > 0                 | integral do impulso unitário                                                         |
| Função Constante | {\displaystyle k\cdot u(t)} | {\displaystyle k/s} | Re(s) > 0                 | Convolução                                                                           |
| passo único atrasado | {\displaystyle u(t-\tau )\ } | {\displaystyle {\frac {1}{s}}e^{-\tau s}} | Re(s) > 0                 | mudança de tempo do passo único                                                      |
| rampa | {\displaystyle t\cdot u(t)\ } | {\displaystyle {\frac {1}{s^{2}}}} | Re(s) > 0                 | integral do impulso unitário duas vezes                                              |
| n-ésima potência ( para n inteiro) | {\displaystyle t^{n}\cdot u(t)} | {\displaystyle {n! \over s^{n+1}}} | Re(s) > 0 (n > −1)        | Integral do passo único n vezes                                                      |
| q-ésima potência (para q complexo) | {\displaystyle t^{q}\cdot u(t)} | {\displaystyle {\Gamma (q+1) \over s^{q+1}}} | Re(s) > 0 Re(q) > −1      | [ 5 ] [ 6 ]                                                                          |
| n-ésima raiz | {\displaystyle {\sqrt[{n}]{t}}\cdot u(t)} | {\displaystyle {1 \over s^{{\frac {1}{n}}+1}}\Gamma \left({\frac {1}{n}}+1\right)} | Re(s) > 0                 | Deixe q = 1/n acima.                                                                 |
| n-ésima potência com mudança de frequência | {\displaystyle t^{n}e^{-\alpha t}\cdot u(t)} | {\displaystyle {\frac {n!}{(s+\alpha )^{n+1}}}} | Re(s) > −α                | Integral do passo único aplique a mudança de frequência                              |
| n-ésima potência atrasada com mudança de frequência | {\displaystyle (t-\tau )^{n}e^{-\alpha (t-\tau )}\cdot u(t-\tau )} | {\displaystyle {\frac {n!\cdot e^{-\tau s}}{(s+\alpha )^{n+1}}}} | Re(s) > −α                | Integral do passo único, aplique a mudança de frequência, aplique a mudança de tempo |
| Decaimento exponencial | {\displaystyle e^{-\alpha t}\cdot u(t)} | {\displaystyle {1 \over s+\alpha }} | Re(s) > −α                | Mudança de frequência do passo único                                                 |
| Decaimento exponencial bilateral | {\displaystyle e^{-\alpha \|t\|}\ } | {\displaystyle {2\alpha \over \alpha ^{2}-s^{2}}} | −α < Re(s) < α            | Mudança de frequência do passo único                                                 |
| Exponencial genérica | {\displaystyle a^{t}\cdot u(t)} | {\displaystyle 1/(s-ln(a))} | Re(s) > ln(a)             | Adaptação da transformada do decaimento exponencial                                  |
| aproximação exponencial | {\displaystyle (1-e^{-\alpha t})\cdot u(t)\ } | {\displaystyle {\frac {\alpha }{s(s+\alpha )}}} | Re(s) > 0                 | passo único menos decaimento exponencial                                             |
| Seno | {\displaystyle \sin(\omega t)\cdot u(t)\ } | {\displaystyle {\omega \over s^{2}+\omega ^{2}}} | Re(s) > 0                 | Bracewell 1978, p. 227                                                               |
| Cosseno | {\displaystyle \cos(\omega t)\cdot u(t)\ } | {\displaystyle {s \over s^{2}+\omega ^{2}}} | Re(s) > 0                 | Bracewell 1978, p. 227                                                               |
| Seno hiperbólico | {\displaystyle \sinh(\alpha t)\cdot u(t)\ } | {\displaystyle {\alpha \over s^{2}-\alpha ^{2}}} | Re(s) > \|α\|             | Williams 1973, p. 88                                                                 |
| Cosseno hiperbólico | {\displaystyle \cosh(\alpha t)\cdot u(t)\ } | {\displaystyle {s \over s^{2}-\alpha ^{2}}} | Re(s) > \|α\|             | Williams 1973, p. 88                                                                 |
| decaimento exponencial onda senoidal | {\displaystyle e^{-\alpha t}\sin(\omega t)\cdot u(t)\ } | {\displaystyle {\omega \over (s+\alpha )^{2}+\omega ^{2}}} | Re(s) > −α                | Bracewell 1978, p. 227                                                               |
| decaimento exponencial onda cossenoidal | {\displaystyle e^{-\alpha t}\cos(\omega t)\cdot u(t)\ } | {\displaystyle {s+\alpha \over (s+\alpha )^{2}+\omega ^{2}}} | Re(s) > −α                | Bracewell 1978, p. 227                                                               |
| Logaritmo natural | {\displaystyle \ln(t)\cdot u(t)} | {\displaystyle -{1 \over s}\,\left[\ln(s)+\gamma \right]} | Re(s) > 0                 | Williams 1973, p. 88                                                                 |
| Logaritmo genérico | {\displaystyle log_{a}(x)\cdot u(t)} | {\displaystyle -(ln(s)+\gamma )/(s\centerdot ln(a))} | Re(s) > 0                 | Adaptação da transformada do logaritmo natural                                       |
| Função de Bessel de primeira espécie, de ordem n | {\displaystyle J_{n}(\omega t)\cdot u(t)} | {\displaystyle {\frac {\left({\sqrt {s^{2}+\omega ^{2}}}-s\right)^{n}}{\omega ^{n}{\sqrt {s^{2}+\omega ^{2}}}}}} | Re(s) > 0 (n > −1)        | Williams 1973, p. 89                                                                 |
| Função erro | {\displaystyle \mathrm {erf} (t)\cdot u(t)} | {\displaystyle {\frac {1}{s}}e^{{\frac {1}{4}}s^{2}}\left(1-\operatorname {erf} {\frac {s}{2}}\right)} | Re(s) > 0                 | Williams 1973, p. 89                                                                 |
| decaimento exponencial onda cossenoidal deslocada (I) | {\displaystyle e^{-\alpha t}\cos(\omega t+\theta )\cdot u(t)} | {\displaystyle {\frac {\cos(\theta )s+\alpha \cos(\theta )-\omega \sin(\theta )}{s^{2}+2\alpha s+\alpha ^{2}+\omega ^{2}}}} | Re(s) > −α                | [ 7 ]                                                                                |
| decaimento exponencial onda cossenoidal deslocada (II) | {\displaystyle Ce^{-\alpha t}\cos(\omega t+\theta )\cdot u(t)} | {\displaystyle {\frac {As+B}{s^{2}+2\alpha s+\beta }}} {\displaystyle \omega ={\sqrt {\beta -\alpha ^{2}}}} {\displaystyle C={\frac {1}{\omega }}{\sqrt {A^{2}\beta +B^{2}-2AB\alpha }}} {\displaystyle \theta =\tan ^{-1}\left({\frac {A\alpha -B}{A\omega }}\right)} | Re(s) > −α                | [ 7 ]                                                                                |
| decaimento exponencial onda cossenoidal deslocada (III) | {\displaystyle e^{-\alpha t}\left[A\cos(\omega t)-{\frac {B-A\alpha }{\omega }}\sin(\omega t)\right]\cdot u(t)} | {\displaystyle {\frac {As+B}{s^{2}+2\alpha s+\beta }}} {\displaystyle \omega ={\sqrt {\beta -\alpha ^{2}}}} | Re(s) > −α                | [ 7 ]                                                                                |
| Produto de exponencial por seno hiperbólico | {\displaystyle \exp(-at)sinh(bt)\cdot u(t)} | {\displaystyle b/(s+a)(s^{2}-b^{2})} | Re(s) > Max(-a,\|b\|)     | Convolução                                                                           |
| Produto de exponencial por cosseno hiperbólico | {\displaystyle \exp(-at)cosh(bt)\cdot u(t)} | {\displaystyle s/(s+a)(s^{2}-b^{2})} | Re(s) > Max(-a,\|b\|)     | Convolução                                                                           |
| Produto de exponencial por logaritmo natural | {\displaystyle \exp(-at)\ln(t)\cdot u(t)} | {\displaystyle -[ln(s)+\gamma ]/(s^{2}+sa)} | Re(s) > Max(-a,0)         | Convolução                                                                           |
| Produto de monômio por seno | {\displaystyle t^{n}sin(\omega t)\cdot u(t)} | {\displaystyle n!\omega /s^{n}(s^{3}+\omega ^{2}s)} | Re(s) > 0                 | Convolução                                                                           |
| Produto de monômio por cosseno | {\displaystyle t^{n}cos(\omega t)\cdot u(t)} | {\displaystyle n!s/s^{n}(s^{3}+\omega ^{2}s)} | Re(s) > 0                 | Convolução                                                                           |
| Produto de monômio por seno hiperbólico | {\displaystyle t^{n}sinh(at)\cdot u(t)} | {\displaystyle n!a/s^{n}(s^{3}-a^{2}s)} | Re(s) > \|a\|             | Convolução                                                                           |
| Produto de monômio por cosseno hiperbólico | {\displaystyle t^{n}cosh(at)\cdot u(t)} | {\displaystyle n!s/s^{n}(s^{3}-a^{2}s)} | Re(s) > \|a\|             | Convolução                                                                           |
| Produto de monômio por função erro | {\displaystyle t^{n}erf(t)\cdot u(t)} | {\displaystyle n!\exp(s^{2}/4)(1-erf(s/2))/s^{2}s^{n}} | Re(s) > 0                 | Convolução                                                                           |
| Produto de monômio por logaritmo natural | {\displaystyle t^{n}ln(t)\cdot u(t)} | {\displaystyle n![ln(s)+\gamma ]/s^{2}s^{n}} | Re(s) > 0                 | Convolução                                                                           |
| Produto de seno por cosseno | {\displaystyle sin(at)cos(bt)\cdot u(t)} | {\displaystyle sb/(s^{2}+a^{2})(s^{2}+b^{2})} | Re(s) > 0                 | Convolução                                                                           |
| Produto de seno por seno hiperbólico | {\displaystyle sin(\omega t)sinh(at)\cdot u(t)} | {\displaystyle a\omega /(s^{2}-a^{2})(s^{2}+\omega ^{2})} | Re(s) > \|a\|             | Convolução                                                                           |
| Produto de seno por cosseno hiperbólico | {\displaystyle sin(\omega t)cosh(at)\cdot u(t)} | {\displaystyle s\omega /(s^{2}-a^{2})(s^{2}+\omega ^{2})} | Re(s) > \|a\|             | Convolução                                                                           |
| Produto de seno por logaritmo natural | {\displaystyle sin(at)ln(t)\cdot u(t)} | {\displaystyle \omega [ln(s)+\gamma ]/(s^{3}+s\omega ^{2})} | Re(s) > 0                 | Convolução                                                                           |
| Produto de cosseno por seno hiperbólico | {\displaystyle cos(\omega t)sinh(at)\cdot u(t)} | {\displaystyle as/(s^{2}-a^{2})(s^{2}+\omega ^{2})} | Re(s) > \|a\|             | Convolução                                                                           |
| Produto de cosseno por cosseno hiperbólico | {\displaystyle cos(\omega t)cosh(at)\cdot u(t)} | {\displaystyle s^{2}/(s^{2}-a^{2})(s^{2}+\omega ^{2})} | Re(s) > \|a\|             | Convolução                                                                           |
| Produto de cosseno por função erro | {\displaystyle cos(\omega t)erf(t)\cdot u(t)} | {\displaystyle \exp(s^{2}/4)(1-erf(s/2))/(s^{2}+\omega ^{2})} | Re(s) > 0                 | Convolução                                                                           |
| Produto de cosseno por logaritmo natural | {\displaystyle cos(\omega t)ln(t)\cdot u(t)} | {\displaystyle [ln(s)+\gamma ]/(s^{2}+\omega ^{2})} | Re(s) > 0                 | Convolução                                                                           |
| Produto de seno hiperbólico por cosseno hiperbólico | {\displaystyle sinh(at)cosh(bt)\cdot u(t)} | {\displaystyle sa/(s^{2}-a^{2})(s^{2}-b^{2})} | Re(s) > Max(\|a\|, \|b\|) | Convolução                                                                           |
| Produto de seno hiperbólico por função erro | {\displaystyle sinh(at)erf(t)\cdot u(t)} | {\displaystyle a\exp(s^{2}/4)(1-erf(s/2))/(s^{3}-a^{2}s)} | Re(s) > \|a\|             | Convolução                                                                           |
| Produto de seno hiperbólico por logaritmo natural | {\displaystyle sinh(at)ln(t)\cdot u(t)} | {\displaystyle a[ln(s)+\gamma ]/(s^{3}-a^{2}s)} | Re(s) > \|a\|             | Convolução                                                                           |
| Produto de cosseno hiperbólico por função erro | {\displaystyle cosh(at)erf(t)\cdot u(t)} | {\displaystyle \exp(s^{2}/4)(1-erf(s/2))/(s^{2}-a^{2})} | Re(s) > \|a\|             | Convolução                                                                           |
| Produto de cosseno hiperbólico por logaritmo natural | {\displaystyle cosh(at)ln(t)\cdot u(t)} | {\displaystyle [ln(s)+\gamma ]/(s^{2}-a^{2})} | Re(s) > \|a\|             | Convolução                                                                           |
| Produto de função erro por logaritmo natural | {\displaystyle erf(t)ln(t)\cdot u(t)} | {\displaystyle \exp(s^{2}/4)(1-erf(s/2))[ln(s)+\gamma ]/s^{2}} | Re(s) > 0                 | Convolução                                                                           |
| Tangente de t | {\displaystyle \tan(t)} | {\displaystyle -{i \over s}-{i \over 2}(\pi \csc h({\pi s \over 2}))-{1 \over 2\psi }({1 \over 2}+{si \over 4})+\psi ({si \over 8})} | Re(s) > 0                 | Inspeção                                                                             |
| Cotangente de t | {\displaystyle \cot(t)} | {\displaystyle \int _{0}^{t}{exp(-pt)\cot(t)dt \over 1+exp(-p\pi )}} | Re(s) > 0                 | Inspeção                                                                             |
| Secante de t | {\displaystyle \sec(t)} | {\displaystyle -{i \over 2}(\pi \sec h({\pi s \over 2}))-\psi ({1 \over 4}+{si \over 4})+\psi ({si \over 4}+{3 \over 4})} | Re(s) > 0                 | Inspeção                                                                             |
| Cossecante de t | {\displaystyle \csc(t)} | {\displaystyle \int _{0}^{2\pi }{exp(-st)\csc(t)dt \over 1-exp(-2s\pi )}} | Re(s) > 0                 | Inspeção                                                                             |
| Tangente hiperbólico de t | {\displaystyle \tanh(t)} | {\displaystyle {1 \over 2s}(-s\psi ({s \over 4})+s\psi ({s+2 \over 4}))} | Re(s) > 0                 | Inspeção                                                                             |
| Cotangente hiperbólico de t | {\displaystyle \coth(t)} | {\displaystyle \int _{0}^{i\pi }{exp(-st)\coth(t)dt \over 1-exp(-is\pi )}} | Re(s) > 0                 | Inspeção                                                                             |
| Secante hiperbólico de t | {\displaystyle \sec h(t)} | {\displaystyle {1 \over 2}(\psi ({s+3 \over 4})-\psi ({s+1 \over 4}))} | Re(s) > 0                 | Inspeção                                                                             |
| Cossecante hiperbólico de t | {\displaystyle \csc h(t)} | {\displaystyle \int _{0}^{2i\pi }{exp(-st)\csc h(t)dt \over 1-exp(-2is\pi )}} | Re(s) > 0                 | Inspeção                                                                             |
| 'a' seno de t | {\displaystyle a\sin(t)} | {\displaystyle {i\pi (iLo(s)+Yo(-is) \over 2s}} | Re(s) > 0                 | Inspeção                                                                             |
| 'a' cosseno de t | {\displaystyle a\cos(t)} | {\displaystyle {(\pi Lo(s)-\pi Io(s)+2iKo(s)+\pi ) \over 2s}} | Re(s) > 0                 | Inspeção                                                                             |
| 'a' tangente de t | {\displaystyle a\tan(t)} | {\displaystyle (2Ci(s)\sin(s))+(\pi -2Si(s))\cos(s) \over 2s} | Re(s) > 0                 | Inspeção                                                                             |
| 'a' seno hiperbólico de t | {\displaystyle a\sin h(t)} | {\displaystyle \pi (Ho(s)-Yo(s)) \over 2s} | Re(s) > 0                 | Inspeção                                                                             |
| Seno de t ao quadrado | {\displaystyle \sin(t^{2})} | {\displaystyle {{\sqrt {\pi \over 2}} \over 2}[(-2C({s \over {\sqrt {2\pi }}})\cos({s^{2} \over 4})-2S({s \over {\sqrt {2\pi }}})\sin({s^{2} \over 4}))+\sin({s^{2} \over 4})+{\sqrt {s^{-4}}}s^{2}\cos({s^{2} \over 4})]}                                             | Re(s) > 0                 | Inspeção                                                                             |
| Cosseno de t ao quadrado | {\displaystyle \cos(t^{2})} | {\displaystyle {{\sqrt {\pi \over 2}} \over 2}[(2C({s \over {\sqrt {2\pi }}})-1)\sin({s^{2} \over 4})-2S({s \over {\sqrt {2\pi }}})\cos({s^{2} \over 4})+\cos({s^{2} \over 4})]}                                                                                       | Re(s) > 0                 | Inspeção                                                                             |
| Seno hiperbólico de t ao quadrado | {\displaystyle \sin h(t^{2})} | {\displaystyle (2F({s \over 2})-{\sqrt {(}}\pi )e^{({s^{2} \over 4})}erfc({s \over 2})) \over 4} | Re(s) > 0                 | Inspeção                                                                             |
| Cosseno hiperbólico de t ao quadrado | {\displaystyle \cos h(t^{2})} | {\displaystyle (2F({s \over 2})+{\sqrt {(}}\pi )e^{({s^{2} \over 4})}erfc({s \over 2})) \over 4} | Re(s) > 0                 | Inspeção                                                                             |
| Nota explicatória: \| - u(t) representa a Função de Heaviside. - {\displaystyle \delta (t)\,} representa a Delta de Dirac. - Γ(z) representa a Função gama. - γ é a Constante de Euler-Mascheroni. \| - t, um número real, tipicamente representa tempo, embora possa representar qualquer dimensão independente. - s é a Frequência angular complexa, e Re(s) é sua parte real. - α, β, τ, e ω são números reais. - n é um Número inteiro. \| | | |                           |                                                                                      |
| - u(t) representa a Função de Heaviside. - {\displaystyle \delta (t)\,} representa a Delta de Dirac. - Γ(z) representa a Função gama. - γ é a Constante de Euler-Mascheroni. | - t, um número real, tipicamente representa tempo, embora possa representar qualquer dimensão independente. - s é a Frequência angular complexa, e Re(s) é sua parte real. - α, β, τ, e ω são números reais. - n é um Número inteiro. | |                           |                                                                                      |